# Beginning of the End

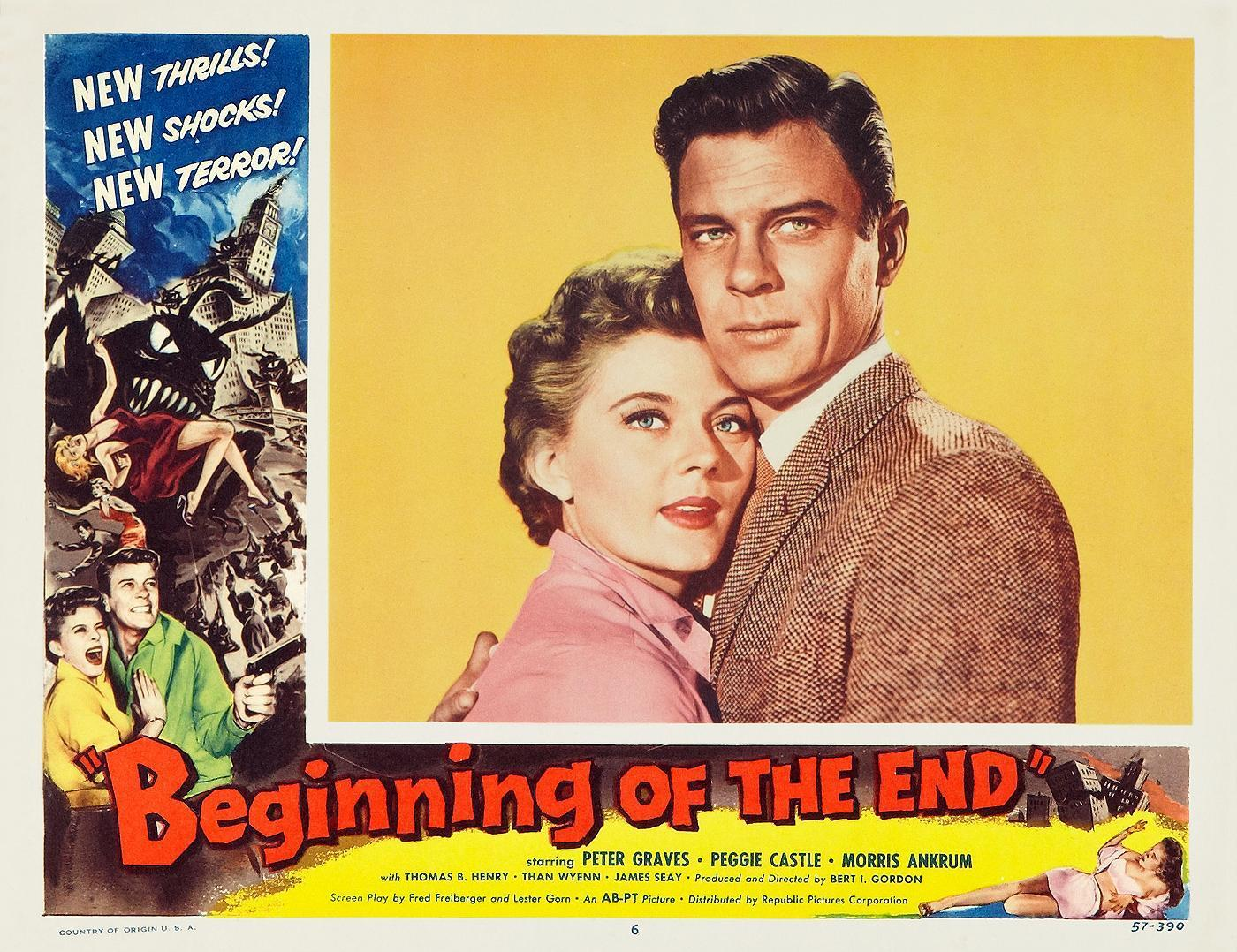

Beginning of the End (cu sensul de Începutul sfârșitului) este un film SF american din 1957 regizat de Bert I. Gordon. În rolurile principale joacă actorii Peter Graves, Peggie Castle, Morris Ankrum.

## Prezentare
Ca urmare a unor experimente științifice de dezvoltare a agriculturii cu ajutorul energiei nucleare, lăcustele au devenit gigantice și amenință să distrugă orașul Chicago.

## Actori
- Peter Graves este Dr. Ed Wainwright
- Peggie Castle este Audrey Aimes
- Morris Ankrum este Gen. John Hanson
- Than Wyenn este Frank Johnson
- Thomas Browne Henry (ca "Thomas B. Henry") este Colonelul Sturgeon
- Richard Benedict este Caporalul Mathias
- James Seay este Căpitanul James Barton